# 李攸
李攸（？—？），字好德。泸州（今属四川）人。南宋藏书家。
官至承議郎。家中藏书甚夥。政和初年，辑有《西山图经》、《九域志》等書。靖康之亂（1126年）時，藏圖多散佚。绍兴四年（1134年），张浚约他入京，以家事婉拒。著有《宋朝事實》。